# Tocilizumab
Il tocilizumab, o atlizumab, è un anticorpo monoclonale umanizzato anti IL-6R sviluppato dalle case farmaceutiche Hoffmann-La Roche e Chugai e posto in vendita con i nomi commerciali Actemra e RoActemra.
È un farmaco immunosoppressore, studiato soprattutto per il trattamento dell'artrite reumatoide e dell'artrite idiopatica giovanile sistemica, una grave forma di artrite reumatoide dei bambini.
Il farmaco è stato infine approvato dall'OMS nel luglio 2021 per il trattamento dei malati di COVID-19 assieme al cortisone e sarilumab.

## Descrizione
Il tocilizumab è attivo contro il recettore dell'interleuchina 6 (IL-6R). L'interleuchina 6 (IL-6) è una citochina che gioca un ruolo importante nella risposta immunitaria ed è implicata nella patogenesi di molte malattie, quali le malattie autoimmuni, le malattie autoinfiammatorie, il mieloma multiplo e il cancro della prostata.
Nel 2016 è stato oggetto di un trial, con riscontri positivi, per il trattamento di gravi casi di asma con componente immunodegenerativa; tuttavia, non è stato ancora approvato per il trattamento di tale patologia.

## Coronavirus e COVID-19
Il tocilizumab è stato sperimentato in Cina e in Italia contro gli effetti del virus SARS-CoV-2 nel corso della pandemia di COVID-19. Il trattamento viene effettuato tramite un'unica somministrazione, senza interferire con il protocollo terapeutico basato sulla somministrazione di altri farmaci antivirali.
In Italia, nell'ambito di una collaborazione tra l'Azienda Ospedaliera dei Colli (Ospedale Monaldi), la Fondazione IRCCS Istituto nazionale dei tumori Fondazione Pascale e l'Università di scienze e tecnologia della Cina, sono stati trattati con tocilizumab due pazienti affetti da polmonite severa da COVID-19. A distanza di 24-48 ore dall'infusione, sono stati evidenziati nei pazienti trattati dei miglioramenti definiti «incoraggianti» dai medici curanti.
In Cina sono stati trattati ventuno pazienti, che hanno mostrato importanti segni di miglioramento del quadro clinico già nelle prime 24-48 ore dall'inizio della terapia. Ai primi di marzo 2020, le autorità sanitarie hanno approvato l'uso di questo farmaco inibitore dell'interleuchina-6, una citochina coinvolta nell'infiammazione sistemica secondaria derivante dall’artrite reumatoide. Il Paese rappresentava il secondo mercato mondiale per la casa farmaceutica Roche che lo commercializzava a un prezzo compreso fra i 20 000 e i 30 000 dollari per un anno di trattamento contro l'artrite reumatoide. Il 7 marzo 2020, pur essendo già nella fase calante della curva di diffusione, la Commissione Nazionale di Sanità ha pubblicato le linee guida per l'impiego contro la COVID-19.
Al 14 marzo 2020, è stata avviata una sperimentazione off-label su 50 pazienti in tutto il territorio italiano. A Cosenza è stato somministrato con successo per via sottocutanea in assenza del farmaco somministrabile per via endovenosa.

La Roche ha dichiarato all'AIFA la propria disponibilità ad avviare uno studio clinico sui pazienti affetti da COVID-19 in Italia ed ha annunciato la cessione gratuita sul territorio italiano:
(Comunicato "Roche si fa in 4")
Il 14 marzo 2020, l'AIFA ha autorizzato l'avvio della sperimentazione in 5 ospedali del nord. Il 17 giugno 2020, l'AIFA ha interrotto la sperimentazione per valutare l’efficacia della somministrazione in fase precoce.